# Miconia riparia
Miconia riparia är en tvåhjärtbladig växtart som beskrevs av José Jéronimo Triana. Miconia riparia ingår i släktet Miconia och familjen Melastomataceae. Inga underarter finns listade i Catalogue of Life.